# Ixchiguan
Ixchiguan est une ville du Guatemala dans le département de San Marcos.